# Zanfoga (Piedrafita)
Zanfoga (llamada oficialmente San Martiño de Zanfoga) es una parroquia y una aldea española del municipio de Piedrafita, en la provincia de Lugo, Galicia.

## Otras denominaciones
La parroquia también es conocida por el nombre de San Martín de Zanfoga.

## Organización territorial
La parroquia está formada por diez entidades de población:
- Acibo (Acivo)
- Brañas
- Casares (Os Casares)
- Fonlor
- Fonteboa
- Penacerveira
- Rubiales (Rubiais)
- Santin (Santín)
- Veiga de Brañas
- Zanfoga

## Demografía

### Parroquia
| Gráfica de evolución demográfica de Zanfoga (parroquia) entre 2000 y 2020 |
|                                                                           |
| Datos según el nomenclátor publicado por el INE.                          |

### Aldea
| Gráfica de evolución demográfica de Zanfoga (aldea) entre 2000 y 2020 |
|                                                                       |
| Datos según el nomenclátor publicado por el INE.                      |